# Do or Die (песня Грейс Джонс)
«Do or Die» (с англ. — «Сделай или умри») — песня, записанная Грейс Джонс для её второго студийного альбома Fame. Она была выпущена в качестве лид-сингла с него в июне 1978 года. В большинстве стран песня стала первым и единственным синглом с альбома, на первой стороне была либо только песня «Do or Die» (в разных вариантах), либо попурри из песен первой стороны альбома («Do or Die / Pride / Fame»), в качестве оборотной стороны на всех версиях была использована песня «Comme un oiseau qui s’envole».

## Чарты
| Чарт (1978)                      | Пиковая позиция |
| -------------------------------- | --------------- |
| Канада (RPM Dance)               | 6               |
| Испания (Spain Top 40 Radio)     | 13              |
| США (Billboard Dance Club Songs) | 3               |